# Helvetia-Cup 1987
Der Helvetia-Cup 1987 im Badminton fand in Belfast statt. Es war die 18. Auflage dieser Veranstaltung.

## Endstand
| Platz | Land        |
| ----- | ----------- |
| 1.    | Deutschland |
| 2.    | Wales       |
| 3.    | Irland      |
| 4.    | Österreich  |
| 5.    | Polen       |
| 6.    | Finnland    |
| 7.    | Island      |
| 8.    | Belgien     |
| 9.    | Norwegen    |
| 10.   | Schweiz     |
| 11.   | Frankreich  |
| 12.   | Bulgarien   |
| 13.   | Spanien     |
| 14.   | Zypern      |